# Matochina Peak
Der Matochina Peak (englisch; bulgarisch връх Маточина wrach Matotschina) ist ein 750 m hoher Berg auf Smith Island im Archipel der Südlichen Shetlandinseln. Er ragt 3,4 km westsüdwestlich des Kap Smith und 3,2 km nordöstlich des Mount Christi am nördlichen Ausläufer der Imeon Range auf. Der Saparewo-Gletscher liegt westlich und südwestlich von ihm.
Bulgarische Wissenschaftler kartierten ihn 2008. Die bulgarische Kommission für Antarktische Geographische Namen benannte ihn im selben Jahr nach der mittelalterlichen Festung Matotschina im Südosten Bulgariens.